# Second Division (Gibilterra)
La Second Division è stata la seconda divisione calcistica di Gibilterra organizzata dalla Federazione calcistica di Gibilterra dal 1909 al 2019, anno in cui è stata soppressa.

## Albo d'oro
- 1909-36 sconosciuta
- 1936-37  The Old Fellows[1]
- 1937-47 sconosciuta
- 1947-48  Britannia XI[2]
- 1948-62 sconosciuta
- 1962-63  Manchester 62[3]
- 1963-98 sconosciuta
- 1998-99  Gibraltar Utd
- 1999-00  Glacis United[4]
- 2000-01  Rock Wolwes
- 2001-02  St Joseph's[4]
- 2002-03  Manchester 62[4]
- 2003-04  Lincoln Red Imps[4]
- 2004-05  Manchester 62[4]
- 2005-06  Manchester 62[4]
- 2006-07  Shamrock 101
- 2007-08  Glacis United[4]
- 2008-09  Europa FC
- 2009-10  Lynx
- 2010-11  Gib Pilots
- 2011-12  Lynx
- 2012-13  Europa FC
- 2013-14  Britannia XI
- 2014-15  Gibraltar Utd
- 2015-16  Europa Point
- 2016-17  Gibraltar Phoenix
- 2017-18  Boca Gibraltar
- 2018-19  FCB Magpies

## Vittorie per squadra
| Club                  | Vittorie | Stagioni               |
| --------------------- | -------- | ---------------------- |
| Manchester 62 Riserve | 4        | 1963, 2003, 2005, 2006 |
| Britannia XI          | 2        | 1948, 2014             |
| Gibraltar Utd         | 2        | 1999, 2015             |
| Glacis United Riserve | 2        | 2000, 2008             |
| Europa FC             | 2        | 2009, 2013             |
| Lynx                  | 2        | 2010, 2012             |
| The Old Fellows       | 1        | 1937                   |
| Rock Wolwes           | 1        | 2001                   |
| St Joseph's Riserve   | 1        | 2002                   |
| Shamrock 101          | 1        | 2007                   |
| Europa Point          | 1        | 2016                   |
| Gib Pilots            | 1        | 2011                   |
| Gibraltar Phoenix     | 1        | 2017                   |
| Boca Gibraltar        | 1        | 2018                   |
| FCB Magpies           | 1        | 2019                   |